# 스코틀랜드의 로마 가톨릭교회
이 문서는 스코틀랜드의 로마 가톨릭교회 문서이다. 천년 동안 가톨릭교회는 스코틀랜드에서 굳건하게 자리를 유지하고 있었지만, 글래스고, 에딘버러 등지에서는 1560년 존 녹스의 종교개혁으로 인한 프로테스탄티즘의 출몰 이후 장로회에게 주도권을 내주게 되었다. 다만, 도시화된 로우랜드와는 다르게 아일랜드와의 연고가 짙고 클랜 중심의 씨족 사회로 운영되던 북쪽 하이랜드 등지에서는 가톨릭 신앙이 19세기 초까지 점했다. 1793년 가톨릭 해방령이 선포되면서 스코틀랜드에도 가톨릭 신앙이 다시 자유를 찾게 되었으며, 1878년 가톨릭 교계가 공식적으로 재건되었다.
2001년 인구조사에서는 스코틀랜드의 인구 가운데 16%가 가톨릭 신자로 나왔다. 이 수치는 스코틀랜드 성공회의 42%에 해당한다. 스코틀랜드의 가톨릭 신자 대부분은 19세기에 닥친 감자 기근을 피해 스코틀랜드의 도시 및 소도시로 이주한 아일랜드와 스코틀랜드 하이랜드 주민들의 후손들이다. 그렇지만 상당수의 이탈리아, 리투아니아, 폴란드 혈통의 주민들도 존재하였으며, 이와 함께 최근에는 폴란드에서 이민자들이 들어와 스코틀랜드에 유럽 대륙인의 숫자를 늘리는데 일조하였다. 유럽 백인 이민자들로 인하여 510만 인구의 스코틀랜드에는 현재 85만 명가량의 가톨릭 신자가 살고 있다.

## 같이 보기
- 스코틀랜드 가톨릭 주교회의
- 영국의 로마 가톨릭교회
- 잉글랜드와 웨일스의 로마 가톨릭교회
- 북아일랜드의 로마 가톨릭교회